# Gertrud Koref-Musculus Stemmler
Gertraud Emilie Julie Koref-Musculus Stemmler (* 4. November 1889 in Aschaffenburg; † 29. April 1972 in Aarau; heimatberechtigt in Aarau) war eine Malerin.

## Leben
Einer ihrer Vorfahren war der Reformator Wolfgang Musculus.
Sie erwarb ihre künstlerische Ausbildung vornehmlich in Stuttgart, wo sie 1911 ihr Studium an der Kgl. Akademie der bildenden Künste begann, ab 1915 war sie in der Malklasse und im Meisteratelier von Adolf Hölzel. 1920 wurde sie Mitglied der Üecht-Gruppe, an deren Ausstellung 2. Herbstschau Neuer Kunst sie teilnahm. Sie nahm an den Ausstellungen der Stuttgarter Sezession von 1924 und 1947 teil.
1917 heiratete sie den Maler Hermann Stemmler (* 1893), der 1918 im Krieg fiel. 1930 heiratete sie den Physikochemiker und Arzt Fritz Koref und zog mit ihm nach Berlin. Da ihr Mann Jude war, wurde ihr 1935 von der Reichskunstkammer die Berufsausübung verboten. 1939 übersiedelte das Paar nach Paris. Im Oktober 1940 wurden sie im Camp de Gurs interniert. Ende 1941 kamen sie dank einer Initiative des Abbé Glasberg, Alexandre Glasberg (1902–1981), frei und hielten sich in einem der sogenannten Glasberg-Häuser in Chansay bei Lyon auf. 1942 gelang ihnen die Flucht in die Schweiz. Sie ließen sich in Aarau nieder.
Im Januar/Februar 1974 widmete die GEDOK-Galerie in Stuttgart der Malerin eine Ausstellung.